# Брадфорд (округ Франклін, Айова)
Брадфорд (англ. Bradford) — переписна місцевість (CDP) в США, в окрузі Франклін штату Айова. Населення — 84 особи (2020).

## Географія
Брадфорд розташований за координатами 42°38′12″ пн. ш. 93°14′56″ зх. д. / 42.63667° пн. ш. 93.24889° зх. д. (42.636706, -93.248948).  За даними Бюро перепису населення США в 2010 році переписна місцевість мала площу 1,51 км², уся площа — суходіл. В 2017 році площа становила 1,41 км², уся площа — суходіл.

## Демографія
Згідно з переписом 2010 року, у переписній місцевості мешкало 99 осіб у 49 домогосподарствах у складі 27 родин. Густота населення становила 66 осіб/км².  Було 57 помешкань (38/км²).
Расовий склад населення:
| - 100,0 % — білих |

До двох чи більше рас належало 0,0 %. Частка іспаномовних становила 1,0 % від усіх жителів.
За віковим діапазоном населення розподілялося таким чином: 13,1 % — особи молодші 18 років, 63,7 % — особи у віці 18—64 років, 23,2 % — особи у віці 65 років та старші. Медіана віку мешканця становила 49,8 року. На 100 осіб жіночої статі у переписній місцевості припадало 102,0 чоловіків;  на 100 жінок у віці від 18 років та старших — 115,0 чоловіків також старших 18 років.
Середній дохід на одне домашнє господарство  становив 50 434 долари США (медіана — 42 813), а середній дохід на одну сім'ю — 48 156 доларів (медіана — 41 750). 
Цивільне працевлаштоване населення становило 31 осіб. Основні галузі зайнятості: роздрібна торгівля — 48,4 %, оптова торгівля — 29,0 %, транспорт — 22,6 %.